# Charles Bridoux
Charles Bridoux (* 21. Januar 1942 in Paris; † 20. Februar 2003 ebenda) war ein französischer Illustrator und wurde besonders als Briefmarkenkünstler bekannt.
Mit 15 Jahren besuchte er die Kunstschule École nationale supérieure des arts décoratifs de Paris und wurde dort unter anderem vom Bildhauer Étienne Martin unterrichtet.
1975 entwarf er seine erste Briefmarke zur internationalen Briefmarkenausstellung ARPHILA ’75 in Paris. Hierauf arbeitete er für die französische Übersee-Entwicklungsabteilung Bureau d’études des postes et télécommunications d’outre-mer (BEPTOM), worauf Aufträge für Französisch-Polynesien, Mali, Kamerun, St. Pierre & Miquelon, Niger usw. folgten.
Auch für die PHILEXFRANCE ’99 gab er eine Briefmarkenserie heraus, für die er die Große Goldmedaille erhielt, seine höchste Auszeichnung neben vielen anderen Preisen auf diesem Gebiet.
Er war ebenfalls Philatelist und Mitglied der französischen Académie de philatélie von 1979 bis 2003.
| Personendaten    | Personendaten                     |
| ---------------- | --------------------------------- |
| NAME             | Bridoux, Charles                  |
| KURZBESCHREIBUNG | französischer Briefmarkenkünstler |
| GEBURTSDATUM     | 21. Januar 1942                   |
| GEBURTSORT       | Paris                             |
| STERBEDATUM      | 20. Februar 2003                  |
| STERBEORT        | Paris                             |